# Porfirio Barba-Jacob
Porfirio Barba-Jacob de son vrai nom Miguel Ángel Osorio Benítez, est un écrivain et poète colombien né le 29 juillet 1883 à Santa Rosa de Osos (Colombie) et mort le 14 janvier 1942 à Mexico (Mexique).

## Biographie
Barba-Jacob est né à Santa Rosa de Osos, dans le département d'Antioquia.

## Recueils et travaux
- Campiña Florida (Barranquilla, 1907).
- Canciones y Elegías (Mexico, 1933).
- Rosas Negras (Guatemala, 1933).
- Poemas intemporales (Mexico, 1944).
- Antorchas contra el viento (Bogota, 1944).
- Poemas Fenando Vallejo (editor). Procultura. (Bogota, 1986).
- Antología S. Ernesto Ojeda (editor). Editorial Panamericana (Bogota, 1994).